# Bijugis collina
Bijugis collina är en fjärilsart som beskrevs av Leo Sieder och Loebel 1951. Bijugis collina ingår i släktet Bijugis och familjen säckspinnare. Inga underarter finns listade i Catalogue of Life.